# Най-великият белгиец (Ер Те Бе Еф)
Вижте пояснителната страница за други значения на Най-великият белгиец.
Най-великият белгиец (на френски: Le plus grand Belge) е анкета, проведена през 2005 година от белгийската френскоезична телевизия Ер Те Бе Еф. Целта е публиката да определи най-значимата личност, живяла в днешните граници на Белгия. По същото време подобна анкета е проведена и от нидерландскоезичния канал Канвас.

## Резултати
1. Жак Брел (1929-1978), поет и певец
2. Бодуен (1930-1993), крал
3. Дамиан Молокайски (1840-1889), мисионер
4. Еди Меркс (р. 1945), колоездач
5. Сестра Еманюел (1908-2008), монахиня
6. Жозе ван Дам (р. 1940), певец
7. Беноа Пулворд (р. 1964), актьор и режисьор
8. Ерже (1907-1983), автор на комикси
9. Рене Магрит (1898-1967), художник
10. Жорж Сименон (1903-1989), писател
11. Пол-Анри Спак (1899-1972), политик
12. Албер I (1875-1934), крал
13. Леополд II (1835-1909), крал
14. Жюстин Енен (р. 1982), тенисистка
15. Ернест Солвей (1838-1922), химик и предприемач
16. Виктор Орта (1861-1947), архитект
17. Годфроа дьо Буйон (1060-1100), кръстоносец
18. Андре Франкен (1924-1997), автор на комикси
19. Андреас Везалий (1514-1564), лекар и анатом
20. Адолф Сакс (1814-1894), изобретател
21. Петер Паул Рубенс (1577-1640), художник
22. Филип Гелюк (р. 1954), автор на комикси
23. Зеноб Грам (1827-1901), изобретател
24. Реймон Гуталс (1921-2004), футболист и треньор
25. Братя Дарден, режисьори
26. Ани Корди (р. 1928), певица и актриса
27. Маргьорит Юрсенар (1903-1987), писателка
28. Амели Нотомб (р. 1967), писателка
29. Дирк Фримаут (р. 1941), космонавт
30. Андре Гретри (1741-1813), композитор
31. Джеки Икс (р. 1945), автомобилен състезател
32. Люк Варен (1914-2002), журналист
33. Пейо (1928-1992), автор на комикси
34. Салваторе Адамо (р. 1943), певец
35. Морис Гревис (1895-1980), езиковед
36. Албер II (р. 1934), крал
37. Жул Борде (1870-1961), биолог
38. Леополд I (1790-1865), крал
39. Стефан Стеман (1933-2015), актьор
40. Йожен Изаи (1858-1931), цигулар
41. Джон Кокрил (1790-1840), предприемач
42. Моран (р. 1960), певица
43. Емили Дьокен (р. 1981), актриса
44. Тутс Тилеманс (р. 1922), музикант
45. Морис Карем (1899-1978), поет
46. Харун Тазиев (1914-1998), геолог
47. Герардус Меркатор (1512-1594), картограф
48. Едит Кавъл (1865-1915), медицинска сестра
49. Фабиола де Мора и Арагон (1928-2014), кралица
50. Амбиорикс (1 век пр.н.е.), племенен вожд
51. Пиер Рапса (1948-2002), певец
52. Албер Фрер (р. 1926), предприемач
53. Кристин Окран (р. 1944), журналистка
54. Жерар Мортие (1943-2014), музикален директор
55. Пол Делво (1897-1994), художник
56. Оливие Стрели (р. 1946), моден дизайнер
57. Жул Делез (1872-1928), предприемач
58. Питер Брьогел Стария (1525-1569), художник
59. Сезар Франк (1822-1890), композитор
60. Франко Драгоне (р. 1952), режисьор
61. Жако Ван Дормал (р. 1957), режисьор
62. Андре Делво (1926-2002), режисьор
63. Жул Дестре (1863-1963), политик
64. Елизабет Баварска (1876-1965), кралица
65. Кристиан Ленен (1935-1999), актриса
66. Ким Клейстерс (р. 1983), тенисистка
67. Емил Верхарен (1855-1916), поет
68. Астрид Шведска (1905-1935), кралица
69. Жерар Корбио (р. 1941), режисьор
70. Жорж Пир (1910-1969), монах
71. Жан-Мишел Фолон (1934-2005), художник
72. Иля Пригожин (1917-2003), физикохимик
73. Пиер Бартоломе (р. 1937), композитор
74. Лиз Тири (р. 1921), политик
75. Жул Бастен (1933-1996), певец
76. Джанго Райнхарт (1910-1953), музикант
77. Анри Верн (р. 1918), писател
78. Жорж Льометр (1894-1966), астроном и физик
79. Морис (1923-2001), автор на комикси
80. Морис Метерлинк (1862-1949), писател
81. Филип Брабантски (р. 1960), принц
82. Пол Ванден Буйнантс (1919-2001), политик
83. Арно (р. 1949), певец
84. Елвис Помпилио (р. 1961), моден дизайнер
85. Габриел Пети (1893-1916), разузнавачка
86. Жан-Жозеф Шарлие (1794-1866), революционер
87. Емил Вандервелд (1866-1938), политик
88. Изабел Гати дьо Гамон (1839-1905), феминистка и педагог
89. Гастон Ейскенс (1905-1988), политик
90. Годфрид Данелс (р. 1933), духовник
91. Джеймс Енсор (1860-1949), художник
92. Андре Ренар (1911-1962), политик
93. Франсоа Бовес (1890-1944), политик
94. Пиер Крол (р. 1958), карикатурист
95. Арлет Венсан (р. ?), телевизионна водеща
96. Гюстав Боел (1837-1912), предприемач и политик
97. Пол Ереман (1919-1991), телевизионна водеща и актриса
98. Едгар Жакобс (1904-1987), автор на комикси
99. Жан Нойхаус, сладкар
100. Жан Роба (1930-2006), автор на комикси